# Cyanocitta
A Cyanocitta a madarak osztályának verébalakúak (Passeriformes) rendjébe és a varjúfélék (Corvidae) családjába tartozó nem.

## Rendszerezésük
A nemet Hugh Edwin Strickland angol ornitológus írta le 1845-ben, az alábbi fajok tartoznak ide:
- bóbitás szajkó (Cyanocitta stelleri)
- kék szajkó (Cyanocitta cristata)

## Előfordulása
A kék szajkó Észak-Amerika keleti részén, a bóbitás szajkó a nyugati részén honos, ez a faj Mexikóban és Közép-Amerikában is megtalálható. Természetes élőhelyeik a fenyőerdők, szubtrópusi vagy trópusi száraz erdők és esőerdők, valamint emberi környezet.

## Megjelenésük
Testhosszuk 30-34 centiméter körüli.